# 安邦承宣
安邦承宣（越南语：／），是後黎朝十三承宣之一，初設於黎圣宗光順七年（1466年），北鄰明朝廣西等處承宣布政使司，西接諒山承宣、京北承宣、海陽承宣。

## 建置沿革
黎太祖順天初曰安邦，屬東道。至黎聖宗光順七年（1466年）設置承宣，洪德二十一年（1490年）四月，黎聖宗下令繪製各承宣地圖（劃定版圖），各承宣改題為「處」，安邦承宣為安邦處，黎襄翼帝洪順年間改稱為鎮。
莫憲宗廣和元年（1541年）以永安州澌浮、金勒、古森、了葛、羅浮五峒獻於明朝。安邦鎮至黎中興時為避英宗諱（黎維邦）改稱安廣鎮。西山朝將海陽鎮荊門府劃入安廣鎮轄。
阮世祖嘉隆元年（1802年），復以荊門府入海陽鎮，仍以海東一府爲安廣鎭，阮朝明命三年（1822年），明命帝再改安廣鎮為廣安鎮，明命十二年（1831年）北城諸鎮撤鎮設省，廣安鎮撤改廣安省。

## 行政區劃
安邦承宣轄1府3縣4州。
- 海東府轄橫蒲縣、華封縣、安興縣、雲屯州、新安州、萬寧州、永安州。